# Tricholome à odeur de savon
Tricholoma saponaceum
Espèce
Tricholoma saponaceum, le Tricholome à odeur de savon est une espèce de champignons basidiomycètes du genre Tricholoma dans la famille des Tricholomataceae.

## Caractéristiques
Les tricholomes sont des champignons mycorrhiziens à spores blanches, non amyloïdes, à lamelles arrondies sur le pied qui n'est pas souvent muni d'un anneau.
Quelques-uns sont comestibles et appréciés, la plupart sans intérêt, voire toxiques.

## Description
Champignon au chapeau de couleur verdâtre, jaunâtre ou brunâtre dont le centre est souvent plus sombre, ayant de fines lames fort espacées, blanches à reflets verdâtres.
Stipe (8-15 x 1,5 cm) un peu ventru ou en forme de fuseau, de teinte plus pâle que le chapeau et un peu rosé sur la partie inférieure de son robuste pied rond.
Il a une chair blanche épaisse qui rosit doucement à l’air. Il exhale une forte odeur de savon qui en vieillissant devient iodée et a une saveur légèrement poivrée.

## Habitat
Il pousse sur tous les terrains, de l’été à l'automne.

## Comestibilité
C'est un champignon qui n’est pas comestible.